# Walter Buchberger
Walter Buchberger (ur. 24 marca 1895 w Szpindlerowym Młynie, zm. 1 września 1970 w Marktoberdorf) – czechosłowacki kombinator norweski.
Wystąpił na dwóch zimowych igrzyskach olimpijskich. W Chamonix w 1924 roku był 7. Cztery lata później, w Sankt Moritz uplasował się na 18. miejscu.